# 紫叶单座苣苔
紫叶单座苣苔（学名：Metabriggsia purpureotincta），为苦苣苔科单座苣苔属下的一个植物种。